# Université Cornell
L'université Cornell (en anglais, Cornell University ou plus simplement Cornell) est une université privée américaine située principalement dans la ville d'Ithaca dans l’État de New York (États-Unis). Elle possède également un campus dans la ville de New York ainsi qu'un autre au Qatar.
Fondée en 1865, Cornell fait partie du groupe des huit prestigieuses universités de l'Ivy League (comprenant notamment Harvard, Yale, Columbia et Princeton) et compte dans ses rangs 59 lauréats du prix Nobel, 1 médaille Fields, 18 prix Pulitzer, 5 chefs d'État, 27 médaillés olympiques, 8 astronautes de la NASA et enfin 14 milliardaires qui lui sont affiliés (étudiants ou professeurs).
Cornell est ainsi régulièrement classée parmi les 15 meilleures universités au monde,.

## Historique
Fondée en 1865 par Ezra Cornell et Andrew Dickson White, elle a été ouverte en 1868 avec la construction de Morrill Hall qui a été le premier bâtiment construit sur le campus principal d’Ithaca.
En 1913, du 29 août au 20 septembre, le Cornell Cosmopolitan Club de l'université Cornell a organisé le 8e et avant-dernier congrès de la Corda Fratres, Fédération internationale des étudiants. Les universités de trente nations étaient représentées. Le fondateur de la Corda Fratres, Efisio Giglio-Tos représentait la section italienne de la Corda Fratres. Les responsables de l'organisation étaient George W. Nasmyth, nouveau président de la Fédération internationale, Louis P. Lochner, responsable de la publication « The Cosmopolitan Student » et secrétaire du Comité central de la Corda Fratres et Carlos L. Locsin, président du Cornell Congress Committee en 1913-1914. Les « cordafratrini » (membres de la Corda Fratres) participants furent accueillis le 11 septembre avec les plus grands encouragements par le Secrétaire d'État américain William Jennings Bryan. Ils seront invités à un grand nombre de banquets donnés en hommage à l'amitié euro-américaine et recevront un message du président des États-Unis Woodrow Wilson.

## Localisation
Elle se caractérise par d'importants dénivelés (l'université se trouve sur un plateau, la ville d'Ithaca en contrebas d'une pente très raide) et des températures pouvant descendre à −25 °C en hiver.

## Fonctionnement

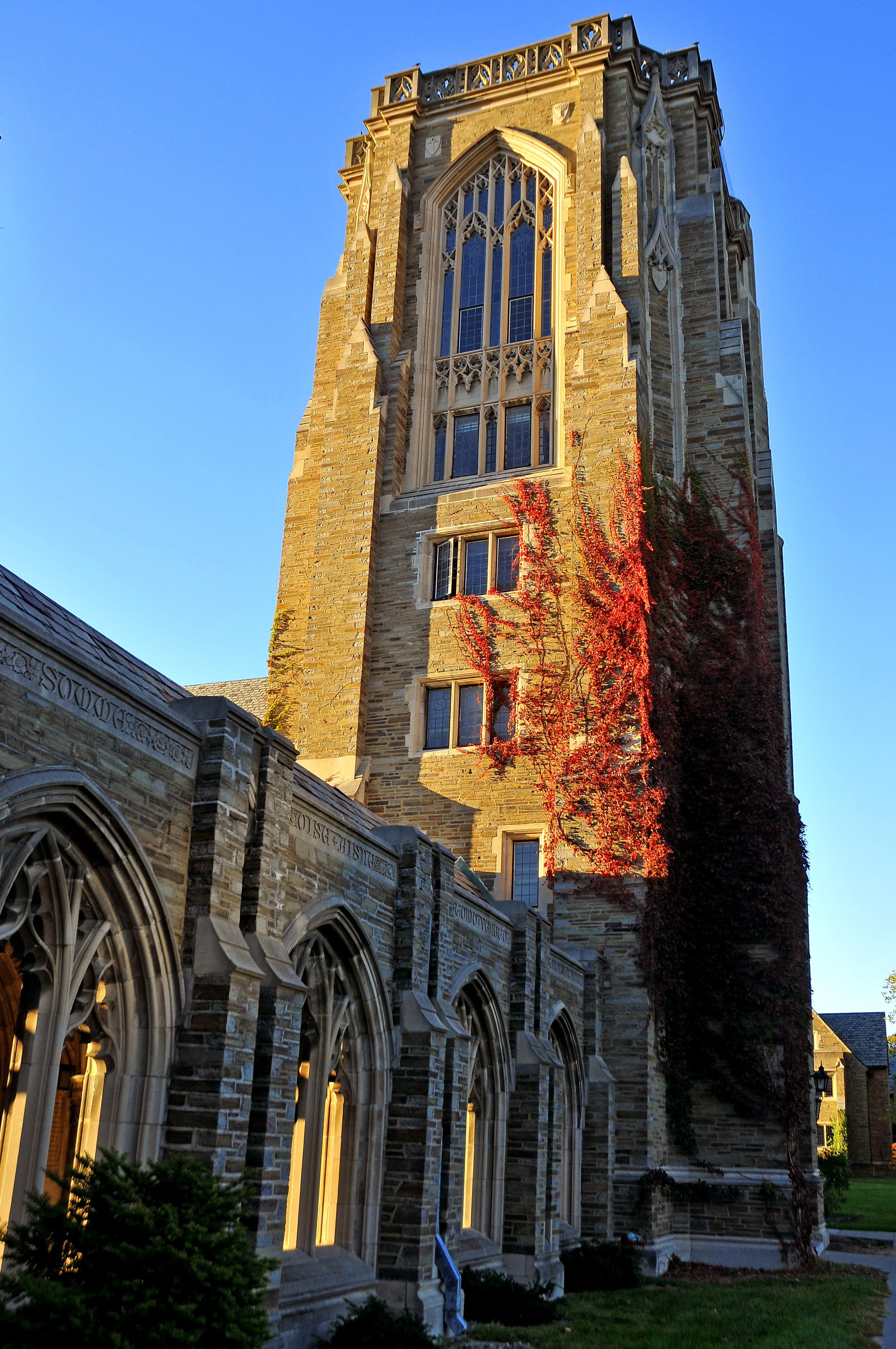
La tour Quill & Dagger de l'université Cornell.

Cornell est composée de neuf facultés privées et quatre facultés publiques que sont : The New York State College of Agriculture and Life Science, College of Human Ecology, School of Industrial and Labor Relation et enfin le College of Veterinary Medecine. Les facultés publiques de Cornell bénéficient d'une aide de 131,9 millions de dollars de l'État de New York permettant un meilleur accès à l'enseignement pour les étudiants en difficulté financière. Cette dualité publique-privée est unique au sein de l'Ivy League.
Chaque faculté exerce une grande autonomie, leur permettant de définir leur propre programme académique, leur taux d'admission et leur propre diplôme. Cette organisation académique a inspiré de nombreuses autres universités dans le monde telles que l'université Stanford, l'université de Sydney ou encore l'université de Birmingham au Royaume-Uni.
Grâce à un système de radio-identification, ses bibliothèques de prêt sont accessibles 24 heures sur 24 aux étudiants munis de leur badge et sans opération administrative particulière lors des emprunts.
Bien qu’université privée, le terrain sur lequel elle est construite est une institution fédérale garantie par l’État de New York. Elle est à ce titre, partenaire de l'université d'État de New York.
Son musée d'art, le Herbert F. Johnson Museum of Art a été conçu par I. M. Pei, notamment concepteur du palais du Louvre rénové. Le mécène qui a financé la construction de ce musée est Herbert Fisk Johnson, Jr., diplômé de Cornell en 1922, est le fabricant de la cire du même nom mondialement connue.
L'université Cornell est également célèbre en infographie tridimensionnelle pour la « boîte de Cornell », une boîte blanche avec deux faces (de côté) coloriées (une rouge et une bleue (ou verte)) dans laquelle sont placés des cubes et une ouverture au sommet d'où provient une lumière diffuse. Cette boîte sert à mesurer les « mélanges » naturels de couleurs, pour fournir une base aux algorithmes de radiance, processus d'infographie permettant de créer un plus grand photoréalisme (les couleurs influent entre elles). Réaliser sa « boîte de Cornell » est désormais un exercice courant pour les étudiants infographistes.
Le Cornell Lab of Ornithology réalise des recherches sur la biodiversité animale, principalement en ce qui concerne les oiseaux. En 2005, ce laboratoire a fait parler de lui en annonçant la redécouverte du Pic à bec ivoire, déclaré éteint depuis 1996 par l'UICN. Cette annonce n'a pas été entérinée pour le moment.
Cette université a fait la « une » de la presse américaine (par exemple le magazine Life) à la suite de l'occupation le 19 avril 1969 du Willard Straight Hall (en) par des étudiants noirs armés. L'affrontement avec des habitants d'Ithaca a été évité grâce au sang-froid du président de l'université et du chef de la police.
Son département de Romance Studies (littératures française, espagnole, italienne) était particulièrement dynamique au début des années 1970, recevant des personnalités intellectuelles telles que Julia Kristeva, Michel Foucault, Michel Serres, Hélène Cixous, Gianni Celati, etc. Jean-Paul Sartre avait, en 1965, décliné une invitation, invoquant l'engagement militaire des États-Unis au Viêt Nam,.

## Admissions
Les statistiques d'admissions de l'université Cornell sont parmi les plus sélectives des États-Unis. Pour l'année 2023, Cornell a reçu 67.848 candidatures pour 5.368 admis, affichant un taux d'admission de 8,82%. Les scores médians au SAT des étudiants admis varient entre 650 et 750 en critical reading ainsi que 680 et 780 en mathématiques.
Plus de 120 nationalités sont représentées dans le corps estudiantin. En 2014, 25,7 % des étudiants en licence se sont identifiés comme faisant partie d'une ethnie ou d'une minorité.

### Bourse
La section 9 de la charter de l'université de Cornell dispose que l'université « se doit d'être ouverte à toutes candidatures (...)  sans distinction du rang social, de la classe sociale ou du lieu de domicile du candidat.»
En 2010, 1 641 des 3 181 premières années admis à Cornell (40 %) ont reçu une bourse. La même année, l'université a annoncé son objectif d'égaliser n'importe quelle offre de bourse proposée à un candidat parallèlement admis dans une autre université de l'Ivy league ainsi que MIT, Duke ou Stanford.
Outre l'attribution de bourse sur critères sociaux, Cornell distribue de nombreuses aides financières sur la base du mérite. Les titulaires de ces bourses doivent prévaloir d'un excellent parcours académique.

## Infrastructures

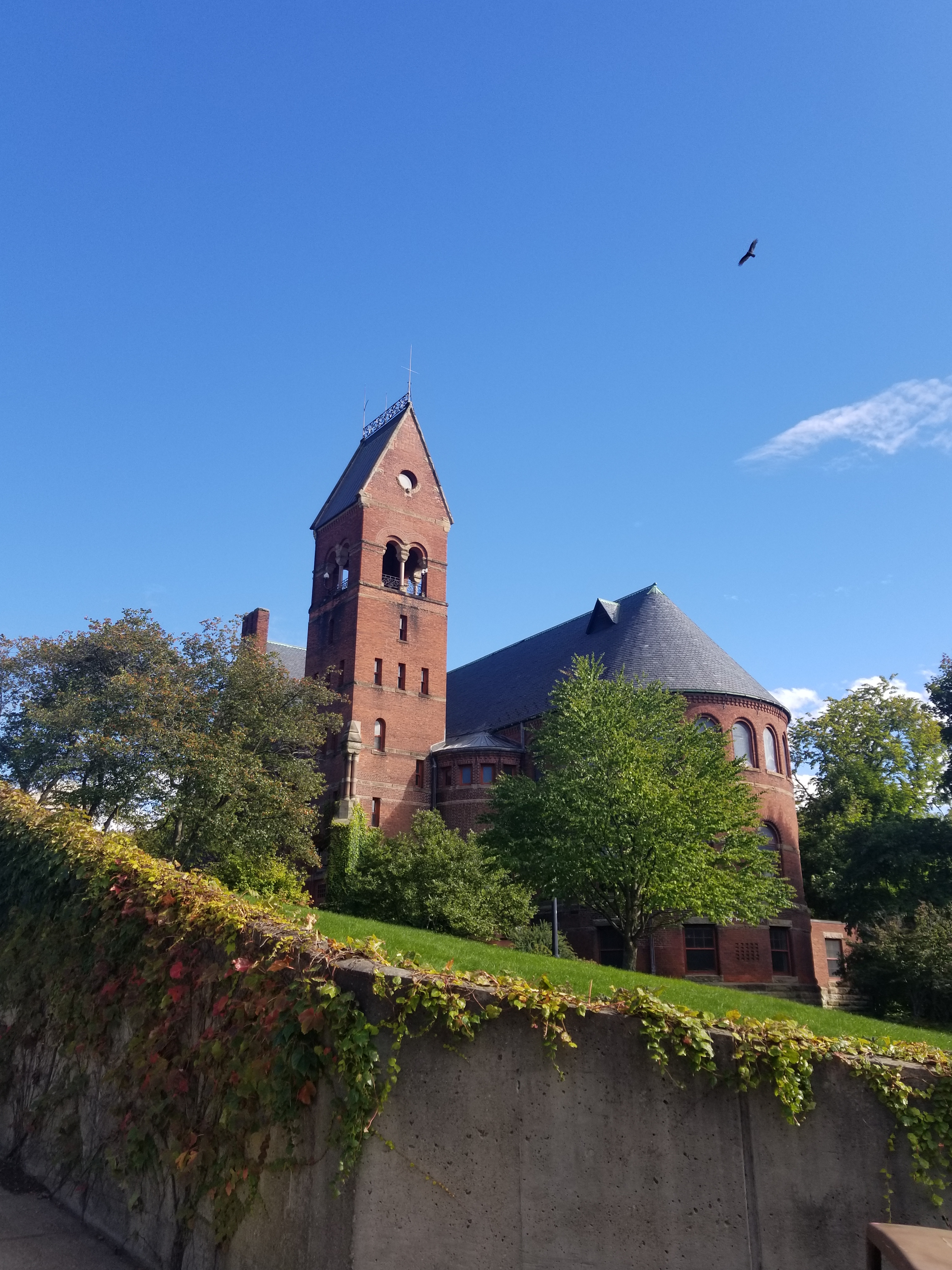
La Barnes Hall au centre du campus de Cornell.

Le campus qui comprend aujourd'hui plus de 260 bâtiments principaux sur 745 acres (soit 3 km² environ), est composé de :
- 14 colleges et schools à Ithaca,
- 2 unités médicales et unités professionnelles à New York (Weill Medical College) et Doha (Qatar).
- 1 campus spécialisé dans les nouvelles technologies à New York (Cornell Tech) en partenariat avec le Technion[14].

## Cornell Law School

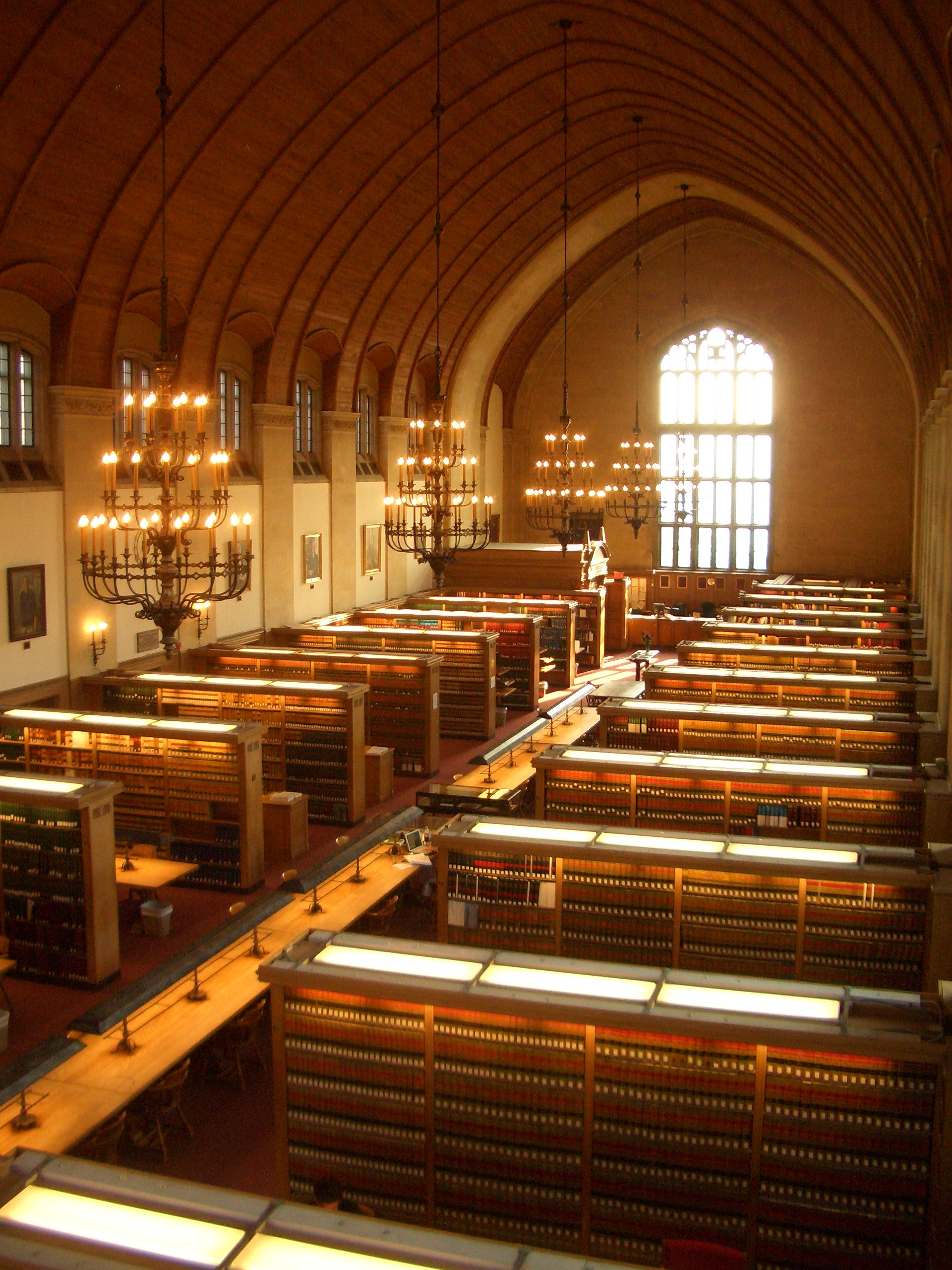
Bibliothèque de droit de Cornell.

Fondée en 1887, Cornell Law School est situé sur le campus principal de Cornell, dans la ville d'Ithaca. Elle est l'une des cinq facultés de droit de l'Ivy League et offre 3 programmes (Juris Doctor; LL.M ; JSD)  ainsi que de nombreux doubles diplômes, notamment avec l'université Paris 1 Panthéon-Sorbonne.
L'école de droit de Cornell est historiquement considérée comme un centre majeur de recherche en droit international et comparé. La première promotion (Class of 1891) comportait déjà deux étudiants étrangers venus du Japon. Dès 1948, l'école de droit de Cornell met en place un des premiers programme de spécialisation en droit international des États-Unis. 20 ans plus tard, l'école commence la publication du désormais respecté Cornell International Law Journal. En 1994, est fondée sous l'influence du professeur John Barcelo, un partenariat avec l'université Paris 1 Panthéon Sorbonne ainsi qu'avec l'université de Berlin, cristallisant ainsi l'approche internationale et comparative de l'université. Ces partenariats permettent chaque année à des étudiants de Cornell et des universités partenaires d'être diplômés à la fois d'un JD américain et d'un master 1 français ou L.L.P allemand.
Cornell Law School compte parmi ses anciens étudiants, de nombreux chefs d'État, magistrats à la Cour Suprême d'États (notamment du New Jersey et New York), un magistrat à la Cour pénale internationale, des représentants du Congrès, Gouverneurs, CEO d'entreprises cotées en bourse, ainsi que fondateurs et managing partners de cabinets internationaux, à l'image de White & Case.
Selon le classement U.S. News, Cornell Law School est classée treizième meilleure école de droit du pays et huitième selon Business Insider, se plaçant ainsi devant Yale et Berkeley.
Elle se distingue particulièrement pour son  LL.M.  classé premier en 2008, 2010, 2011 et 2012 devant l'université de Pennsylvanie, l'université de New York ou Columbia. Pour l'année 2016-2017, 993 candidatures ont été déposées pour seulement 111 admis, affichant un taux d'admission de seulement 11,17%. Beaucoup d'étudiants de LL.M. se présentent simultanément à l'examen du barreau de New York avec un taux de réussite supérieur à toutes les autres universités de l'État de New York.
Enfin, Cornell Law School est classée première faculté de droit des États-Unis sur la base des salaires de ses diplômés, affichant une moyenne de 183.377 USD par an.

## Cornell School of Hotel Administration
La School of Hotel Administration (plus communément appelée "Hotel School" ou abrégée en SHA) est une unité spécialisée dans le management hôtelier du  Cornell Johnson College of Business. Fondée en 1922, elle est parmi les plus anciennes écoles hôtelières au monde. Elle constitue l'unique institution du genre dans l'Ivy league.
L'école offre notamment le plus populaire des cours proposés à Cornell, un cours d'œnologie où près de 900 étudiants viennent chaque année s'initier aux vins du monde.
L'école a été classée no 1 mondial dans le domaine de l'"hospitality and hotel management" par le magazine CEOWORLD en 2017 et en 2018,.
Certains des anciens étudiants de cette école se sont distingués par la création de chaînes de restauration rapide mondialement connues telles que : Arby's, Burger King, KFC ou Dunkin' Donnuts. D'autres se sont spécialisés dans l'hôtellerie de luxe tel que Harris Rosen (en), propriétaire des Rosen Hotels and Resorts. Ira Drukier (en), propriétaire du Greystone Hotel à New York est également diplômée de Cornell mais pas de la SHA : il y a obtenu un BS en ingénierie en 1966.

## Vie étudiante
Pour l'année 2016-2017, Cornell compte plus de 1.000 organisations étudiantes. Le Cornell University Glee Club (en) créé en 1868 est la plus vieille de ces organisations. À l'instar d'autres universités de l'Ivy league, Cornell est l'hôte de plusieurs sociétés secrètes à l'image de Quill and Dagger ou Sphinx Head.
Cornell possède un important réseau de fraternités et sororités avec plus de 70 maisons réparties sur le campus, impliquant respectivement 33 % des étudiants et 24 % des étudiantes de Cornell. Alpha Phi Alpha, la première fraternité américaine ayant ouvert ses portes à des étudiants noirs, a été fondée en 1906 à Cornell. La première fraternité et sororité latino à être fondée dans une institution de l'Ivy League, Lambda Upsilon Lambda et Lambda Pi Chi ont également été fondées à l'université.

## Sport
Dans le domaine sportif, les Big Red de Cornell défendent les couleurs de l’université Cornell. La mascotte, bien que non officielle est l'ours "Touchdown". L'université évolue en NCAA Division I en tant que membre de l'Ivy League.
Cornell maintient de fortes rivalités informelles avec d'autres universités dans le domaine sportif. La plus connue d'entre elles est celle à l'égard de l'équipe de hockey sur glace de Harvard. Les premiers échos de cette rivalité datent de 1910. Celle-ci a notamment été évoquée dans le roman et film Love Story. La tradition veut que lorsque l'équipe d'Harvard joue à Ithaca, les supporteurs des Big Red jettent des poissons sur la glace durant la présentation de l'équipe adverse.

### Palmarès (non exhaustif)
Hockey sur glace masculin
- NCAA 1967, 1970
- ECAC 1967, 1968, 1969, 1970, 1973, 1980, 1986, 1996, 1997, 2003, 2005, 2010
- Ivy 1966, 1967, 1968, 1969, 1970, 1971, 1972, 1973, 1977, 1978, 1983, 1984, 1985, 1996, 1997, 2002, 2003, 2004, 2005, 2012, 2014

Hockey sur glace féminin
- NCAA Frozen Four 2010, 2011, 2012
- ECAC 2010, 2011, 2013, 2014
- Ivy 1976, 1977, 1978, 1979, 1980, 1981, 1990, 1996, 2010, 2011, 2012, 2013, 2017

Lutte greco-romaine
- EIWA champions 1910, 1912-1917, 1922, 1923, 1926, 1930, 1958, 1992, 1993, 2007, 2008, 2009, 2010, 2011, 2012, 2013, 2014, 2015, 2016, 2017
- Ivy League champions 1957-1960, 1962-1966, 1973, 1974, 1987-1993, 1995, 1999, 2001, 2003-2017
- NCAA Runner-up 2010, 2011

Aviron poids léger
- IRA National 1992, 2006, 2007 2008 2014, 2015, 2017
- Eastern Sprints 1949, 1963, 1964, 1965, 1967, 1992, 2006, 2008, 2014, 2015, 2017

Baseball
- Ivy 1972, 1977, 1979, 1982, 2012
- EIBL 1939, 1940, 1952, 1972, 1977

Polo masculin
- National 1937, 1955, 1956, 1958, 1959, 1961, 1962, 1963, 1966, 1992, 2005

Polo féminin
- National 1979, 1984, 1985, 1986, 1987, 1988, 1991, 2000, 2001, 2002, 2003, 2004, 2011, 2015, 2016

Lacrosse masculin
- NCAA 1971, 1976, 1977
- Ivy 1966, 1968, 1969*, 1970, 1971, 1972, 1974, 1975, 1976, 1977, 1978, 1979, 1980*, 1981, 1982, 1983*, 1987, 2003*, 2004*, 2005, 2006*, 2007, 2008*, 2009*, 2010*, 2011, 2013, 2014*, 2015* (*shared title)

Lacrosse féminin
- Ivy 2006*, 2017* (* shared)

Tennis Masculin
- Ivy 2011, 2017* (* shared title)

## Scientométrie
- Classements mondiaux
  - Times Higher Education : 18e
  - ARWU : 13e
  - QS : 14e
  - 4icu Web Ranking : 5e
- Classements nationaux
  - Forbes : 25e
  - Washington Monthly : 19e
  - ARWU : 11e
  - U.S. News & World Report : 15e

### Master of Business Administration
Le MBA de la Johnson School of Business fait partie des plus réputés du monde :
| Palmarès MBA           | Palmarès MBA | Palmarès MBA |
| Nom                    | Monde        | National     |
| ---------------------- | ------------ | ------------ |
| QS (2020)              | 35           | 17           |
| The Economist (2019)   | 14           | 11           |
| Financial Times (2020) | 23           | 14           |
| DAUR rankings (2020)   | 17           | 14           |

## Personnalités liées à l'université

### Présidents
- Andrew Dickson White (1832-1918), historien, diplomate, fondateur et 1er président de Cornell (1865-1885).
- David J. Skorton, (né en 1949), 12e président de l'université Cornell (2006-2015), 13e secrétaire de la Smithsonian Institution

### Professeurs
Cornell compte notamment ou a compté parmi ses professeurs plusieurs prix Nobel, des professeurs en sciences naturelles et en sciences sociales reconnus mondialement et d'autres enseignants célèbres, notamment ceux qui suivent :
- Hans Bethe (1906-2005), prix Nobel de physique en 1967.
- George Lincoln Burr (1857-1938), professeur d'histoire et bibliothécaire à l'Université Cornell, proche collaborateur d'Andrew Dickson White, le premier président de Cornell, connu pour ses travaux historiques sur la sorcellerie.
- Richard Feynman (1918-1988), prix Nobel de physique 1965.
- Élise L'Esperance (1878-1959), cancérologue de réputation mondiale, fut la première femme professeur de cette université (1920).
- Vladimir Nabokov (1899-1977), auteur de Lolita et Feu pâle
- Frances Perkins (1882-1965), première femme ministre du gouvernement fédéral des États-Unis
- Carl Sagan (1934-1996), astronome américain, l'un des fondateurs de l'exobiologie, contributeur à plusieurs missions automatiques d'exploration spatiale du système solaire, qui a notamment conçu la « plaque message » emportée par la sonde spatiale Pioneer 10[42].
- Flora Ruchat-Roncati, architecte suisse

### «Cornellians» célèbres
Parmi les très nombreux anciens étudiants de Cornell célèbres, on trouve une vingtaine de prix Nobel, des dirigeants de très grandes entreprises, des scientifiques, des artistes, dont plusieurs acteurs connus et des sportifs.
Voici une liste par ordre chronologique d'obtention du 1er diplôme à Cornell (ou d'études sans diplôme le cas échéant) :
- David Starr Jordan (B.S. 1872), fondateur de l'université Stanford.
- George Lincoln Burr (BA 1881), historien et assistant d'Andrew Dickson White, 1er président de Cornell.
- Theobald Smith (B. 1881), médecin pionnier dans la recherche médicale.
- Mario García Menocal (B.S. '1888), président de Cuba.
- John Raleigh Mott (B.A. '1888), prix Nobel de la paix 1946.
- Justin DuPratt White (LLB 1890), cofondateur du cabinet international White & Case
- Frances Alice Kellor (LLB 1897), sociologue américaine
- Willis Carrier (1901), inventeur d'un "appareil pour traiter l'air" en 1902 reconnu comme le père de la climatisation.
- Richmond Shreve (Architecture School '1902), concepteur de l'Empire State Building
- Mary M. Crawford (Premed 1904, Med 1907), première femme ambulancière en 1904 et première femme chirurgienne recrutée en 1908 au Williamsburg Hospital de Brooklyn, poste réservé aux candidats masculins.
- Jessie Redmon Fauset (BA 1905), écrivaine, figure majeure de la Renaissance de Harlem.
- William F. Friedman (B.S 1914), cryptologue et mathématicien ayant activement participé à la victoire des Alliés pendant la Seconde Guerre mondiale par la création de l'"Indice de coïncidence ", permettant le décryptage des messages codés envoyés par l'armée japonaise.
- Louis Bromfield (1896-1956), écrivain, prix Pulitzer 1927.
- E. B. White (B.A. '1921), auteur de La Toile de Charlotte et Stuart Little.
- Pearl S. Buck (M.F.A 1924), romancière, lauréate du prix Pulitzer en 1932 et du prix Nobel de littérature en 1938.
- William P. Rogers (LL.B 1937), Attorney General de 1957 à 1961.
- Matt Urban (B.S '1941), militaire américain le plus décoré de l'histoire (Medal of Honor, Silver Star, Croix de guerre 1939-1945, …).
- Jamshid Amuzegar (BS' 1945, PhD. 1951), premier ministre d'Iran entre 1977 et 1978.
- James McLamore (B.A '1947, Hotel Administration), fondateur de Burger King.
- Henry Heimlich (MD '1947), inventeur de la méthode de Heimlich.
- Wilhelmina Cole Holladay (1922-2021), fondatrice du National Museum of Women in the Arts, à Washington.
- Toni Morrison (B.L 50'), écrivaine, prix Nobel de littérature 1993.
- Ruth Bader Ginsburg (B.A. '1954), juge à la Cour Suprême des États-Unis d'Amérique.
- Sanford Weill (B.S '1955), Directeur général de Citigroup.
- Anne LaBastille (1955), écrivaine et écologue américaine.
- Steve Reich (B.A. 1957), compositeur.
- Stephen Friedman (B.A.'1959), président du conseil d'administration de Goldman Sachs.
- Kenneth T. Derr (B.A. '1959), président du conseil d'administration de Chevron.
- Ratan Tata (B.S. 1959), président de Tata Motors.
- Hubert Reeves (PhD, physique, 1960), astrophysicien et vulgarisateur scientifique canadien.
- Janet Reno (B.A '1960), première femme Attorney General des États-Unis d'Amérique.
- David Duffield (B.E.E 1962, MBA 1964), fondateur de PeopleSoft et Workday.
- Paul Wolfowitz (B.A. '1965), ministre de la Défense sous George W. Bush, président de la Banque mondiale de 2005 à 2007.
- Anthony Stephen Fauci (M.D. '1966), directeur du National Institute of Allergy and Infectious Diseases et figure importante de la gestion de la pandémie à COVID-19 aux États-Unis.
- Sandy Berger (B.A.' 1967), ministre de la défense sous la présidence de Bill Clinton (1997 - 2001).
- Marie Antoinette Brown-Sherman (Ph.D '1967), première présidente d'université en Afrique.
- Betty Mindlin (MSE 1967), anthropologue brésilienne.
- Neal Sher (B.A.'1968), avocat et chasseur de nazis américain qui a été chef du Bureau des enquêtes spéciales et directeur exécutif de l'American Israel Public Affairs Committee (AIPAC).
- Vaclav Klaus (1969, non diplômé), président de la République Tchèque.
- Eric Daniels (B.A.'1973), directeur général de Lloyds Banking Group.
- Christopher Reeve (BFA '1974), acteur notamment célèbre pour son rôle dans Superman.
- C. S. Giscombe, (MFA, 1975), poète, essayiste, universitaire.
- Lowell McAdam (M.E.'1976), directeur général de Verizon.
- Linda Zall (PhD 1976, génie civil et environnemental), scientifique américaine, images satellite de la CIA utilisées pour la science
- George Friedman (PhD, Sciences politiques), fondateur et dirigeant de la société de renseignement Stratfor[43].
- Bill Nye (B.S. '1977), vulgarisateur scientifique américain connue sous le nom de "The Science Guy "
- Irene Rosenfeld (B.S. '1975, M.S.'1977, Ph.D. '1980), directeur général de Kraft Foods.
- Jon Rubinstein (M.S 1978), crédité de l'invention de l'Ipod
- Jeff Hawkins (B.S. '1979), fondateur de HP Palm, inc.
- Keith Olbermann (B.S. 1979), journaliste et commentateur sportif.
- Sandi Peterson (1980), présidente du conseil d'administration de Johnson & Johnson de 2012 à 2018.
- Tsai Ing-wen (LLM '1980), première femme élue présidente de Taïwan.
- Mae Jemison (M.D.'1981; A.D. '1999–2005), première femme afro-américaine à avoir voyagé dans l'espace.
- Maiken Nedergaard (PhD, 1988), neuroscientifique danoise
- David Littman (J.D. '1982), fondateur de Hotels.com.
- Robert F. Smith (B.S. '1983), fondateur et CEO de Vista Equity Partners, classé par le journal Forbes comme la 268e fortune des États-Unis.
- Reginald Fils-Aimé (BSe 1983), directeur de Nintendo of America de 2006 à 2019.
- Adepero Oduye (PreMed,1999), actrice connue pour ses rôles dans 12 Years a Slave ou Pariah.
- Greg Graffin (PhD histoire des sciences, 2003), chanteur et cofondateur du groupe de punk rock Bad Religion.
- Ryan O'Byrne (2005, non diplômé), joueur professionnel canadien de hockey sur glace.
- Margaret Alice Kennard (1899-1975), neurologue américaine.
- Mary Pepchinski (1955-), architecte et historienne de l'architecture

### Cornell Club of New York
The Cornell Club of New York, aussi appelé The Cornell Club est un club privé situé à Midtown Manhattan, New York City. Son accès est réservé aux anciens étudiants et professeurs de Cornell ainsi qu'aux alumni de certaines universités partenaires à l'image de Brown ou Georgetown. Le club est situé au 6th East 44th Street entre Madison Avenue et la Cinquième Avenue.
Le Club comporte 48 chambres d'hôtel, deux restaurants, un bar, une salle de sport, une bibliothèque ainsi que plusieurs salles de réunion. La carte de membre du Cornell Club donne d'autre part accès aux terrains de squash du Yale Club ainsi qu'un accès réservé dans d'autres clubs privés dans le monde, à l'image du Saint James Club de Paris.

## Honneurs
- L'astéroïde (8250) Cornell porte son nom.